# Karminit
Karminit ist ein relativ selten vorkommendes Mineral aus der Mineralklasse der „Phosphate, Arsenate und Vanadate“. Es kristallisiert im orthorhombischen Kristallsystem mit der chemischen Zusammensetzung PbFe3+2[OH|AsO4]2, ist also chemisch gesehen ein Blei-Eisen-Arsenat mit zusätzlichen Hydroxidionen.
Karminit ist durchscheinend und entwickelt meist nadelige bis tafelige Kristalle von charakteristischer karminroter oder ziegelroter bis rötlichbrauner Farbe bei rötlichgelber Strichfarbe. Die Einzelkristalle sind überwiegend in kugeligen oder büscheligen Aggregaten angeordnet. Daneben kommt Karminit aber auch in Form faseriger bis massiger Aggregate vor. Unverletzte Kristallflächen weisen einen glasähnlichen Glanz auf, Spaltflächen schimmern dagegen eher perlmuttartig.
Mit einer Mohshärte von 3,5 gehört Karminit zu den mittelharten Mineralen, die sich ähnlich wie das Referenzmineral Fluorit (4) mit einem Taschenmesser gut ritzen lassen.

## Etymologie und Geschichte
Erstmals entdeckt wurde das Mineral im Eisenerzbergwerk Grube Louise bei Niedersteinebach in Rheinland-Pfalz und beschrieben 1850 durch Fridolin Sandberger, der es seiner charakteristischen Farbe wegen ursprünglich als Carminspath bezeichnete. In der deutschsprachigen Fachliteratur setzte sich allerdings die näher an den arabisch-persischen Wortursprung kermes für Kermesbeeren (Scharlachbeere) angepasste Bezeichnung Karminit durch, in der englischsprachigen dagegen Carminite.

## Klassifikation
In der mittlerweile veralteten, aber noch gebräuchlichen 8. Auflage der Mineralsystematik nach Strunz gehörte der Karminit zur Abteilung der „Wasserfreien Phosphate, mit fremden Anionen F, Cl, O, OH“, wo er zusammen mit Attakolith, Bertossait, Leningradit, Namibit, Paganoit, Palermoit und Sewardit die unbenannte Gruppe VII/B.28 bildete.
Die seit 2001 gültige und von der International Mineralogical Association (IMA) verwendete 9. Auflage der Strunz’schen Mineralsystematik ordnet den Karminit ebenfalls in die Abteilung der „Phosphate usw. mit zusätzlichen Anionen; ohne H2O“ ein. Diese ist allerdings weiter unterteilt nach der relativen Größe der beteiligten Kationen und dem Stoffmengenverhältnis der zusätzlichen Anionen (OH usw.) zum Phosphat-, Arsenat bzw. Vanadatkomplex (RO4), so dass das Mineral entsprechend seiner Zusammensetzung in der Unterabteilung „Mit mittelgroßen und meist großen Kationen; (OH usw.) : RO4 = 1 : 1“ zu finden ist, wo es nur noch zusammen mit Sewardit die nach ihm benannte „Karminitgruppe“ mit der System-Nr. 8.BH.30 bildet.
Auch die vorwiegend im englischen Sprachraum gebräuchliche Systematik der Minerale nach Dana ordnet den Karminit in die Klasse der „Phosphate, Arsenate und Vanadate“ und dort in die Abteilung der „Wasserfreie Phosphate etc., mit Hydroxyl oder Halogen“ ein. Hier ist er zusammen mit Sewardit in der „Karminitgruppe“ mit der System-Nr. 41.10.06 innerhalb der Unterabteilung „Wasserfreie Phosphate etc., mit Hydroxyl oder Halogen mit (A2+B2+)3(XO4)2Zq“ zu finden.

## Kristallstruktur
Karminit kristallisiert isotyp mit Palermoit im orthorhombischen Kristallsystem in der Raumgruppe Cccm (Raumgruppen-Nr. 66) mit den Gitterparametern a = 16,60 Å; b = 7,59 Å und c = 12,27 Å sowie 8 Formeleinheiten pro Elementarzelle.

## Eigenschaften
Vor dem Lötrohr auf Kohle lässt sich Karminit sehr leicht unter starker Entwicklung von Arsenikdämpfen zu stahlgrauer Schlacke schmelzen. Mit Soda erhält man Bleikörner und die Boraxperle zeigt starke Färbung durch Eisen. Beim Erhitzen in einem Kolben über einer Spiritusflamme verändert sich das Mineral dagegen nicht.
In konzentrierter, erwärmter Salzsäure sowie in Salpetersäure ist Karminit leicht löslich und bildet eine goldgelbe Flüssigkeit. Durch Ätzkalilösung kann dem Mineral Arseniksäure entzogen werden.

## Modifikationen und Varietäten
Die Verbindung PbFe3+2[OH|AsO4]2 ist dimorph und kommt in der Natur neben der orthorhombisch kristallisierenden Modifikation Karminit noch als monoklin kristallisierender Mawbyit vor.

## Bildung und Fundorte

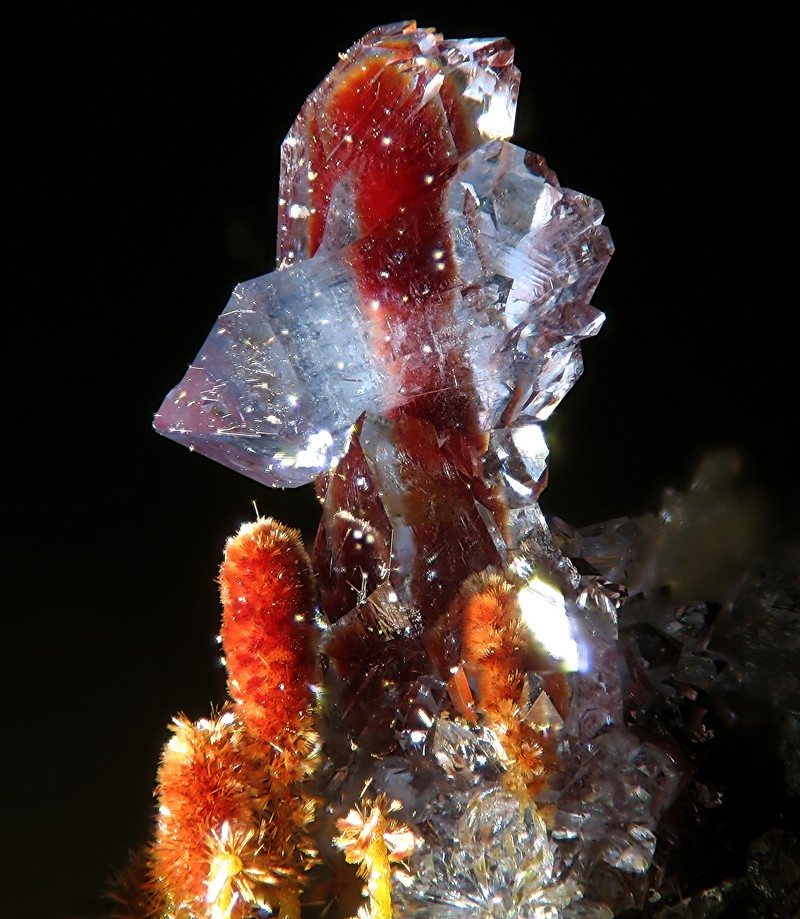
Von Skorodit umwachsener Karminit aus der Grube „Alto das Quelhas do Gestoso“, Portugal (Bildbreite 3 mm)

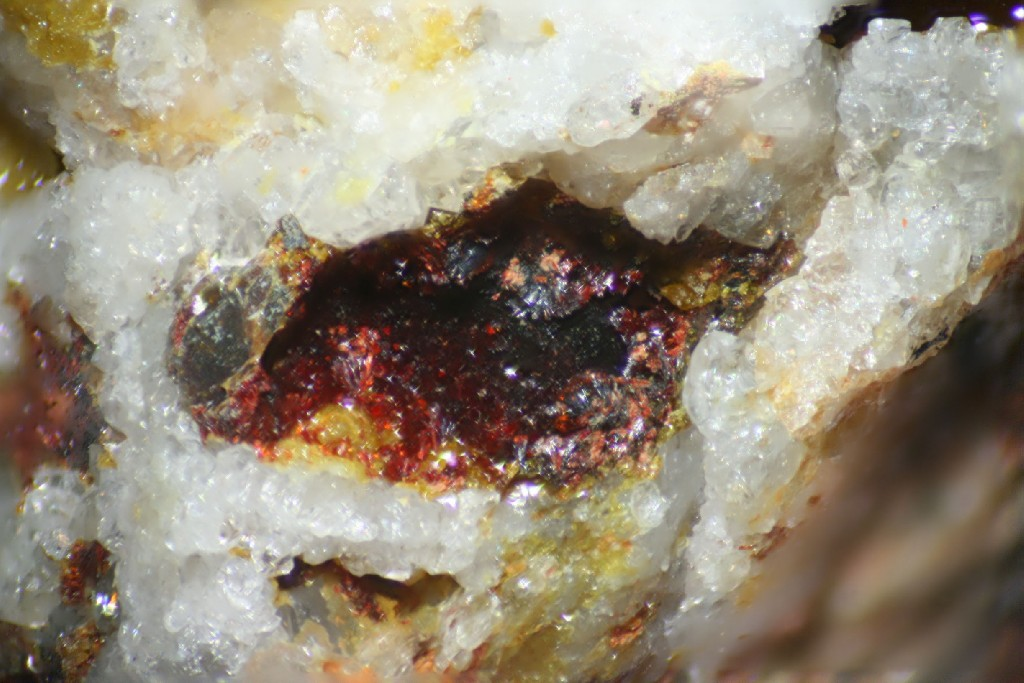
Kleine Druse mit nadeligem Karminit (rötlichbraun) und Mimetesit (gelb)
(Sichtfeld: 5 × 5 mm)

Karminit bildet sich sekundär als Verwitterungsprodukt von Arsenopyrit in einigen oxidierten bleihaltigen Mineral-Lagerstätten. Als Begleitminerale können unter anderem Anglesit, Arseniosiderit, Bayldonit, Beudantit, Cerussit, Dussertit, Mimetesit, Plumbojarosit, Skorodit und Wulfenit auftreten.
Als eher seltene Mineralbildung kann Karminit an verschiedenen Fundorten zum Teil zwar reichlich vorhanden sein, insgesamt ist er aber wenig verbreitet. Bisher (Stand 2013) gelten rund 170 Fundorte als bekannt.  Neben seiner Typlokalität Grube Louise bei Niedersteinebach trat das Mineral in Rheinland-Pfalz unter anderem noch in den Gruben „Clemenslust“ bei Kasbach (Kasbach-Ohlenberg), „Schöne Aussicht“ bei Dernbach (Landkreis Neuwied) und „Friedrichssegen“ bei Frücht zutage. Daneben fand es sich noch an mehreren Orten im Schwarzwald (Grube Clara, Grube Silberbrünnle, Geigeshalde) in Baden-Württemberg, bei Hagendorf (Gemeinde Waidhaus) in Bayern, am Katzenstein und am Hohenstein im hessischen Lautertal (Odenwald), bei Sankt Andreasberg in Niedersachsen, in der Grube Wilder Mann bei Müsen in Nordrhein-Westfalen sowie an mehreren Stellen im sächsischen Erzgebirge (Gruben Altväter samt Eschig, Sauberg).
In Österreich konnte Karminit bisher nur am Straßegg-Pass nahe Gasen und am Prinzenkogel in der Gemeinde Inneres Kaltenegg in der Steiermark gefunden werden.
Der bisher einzige bekannte Fundort in der Schweiz ist das Hochmättli auf der Mürtschenalp im Kanton Glarus.
Weitere Fundorte liegen unter anderem in Algerien, Australien, Belgien, China, Frankreich, Griechenland, Italien, Japan, Kasachstan, Mexiko, der Mongolei, in Namibia, Polen, Portugal, Spanien, Südafrika, im Vereinigten Königreich (England), Tschechien, Ungarn und den Vereinigten Staaten von Amerika (Alabama, Alaska, Arizona, Colorado, Kalifornien, Maine, Montana, Nevada, New Mexico, Utah).